# Trešnjevački trg
Trešnjevački trg je jedan od najvećih zagrebačkih javnih prostora.
Centalnim dijelom trga dominira Trešnjevačka tržnica.

## Povijest trga
Trg se nalazi na križanju, Vukovarske i Tratinske ulice, s istočne strane trg omeđuje Nova cesta, sa zapadne Maglajska i Dobojska ulica, sa sjevera Tratinska, a s juga Ključka i Srebrenička ulica. Trešnjevački trg ni dan danas nema jasno definirane granice, i to se vidi iz prve. On više liči na potencijalno gradilište, nego na dovršeni trg. Ipak i tako nesavršen i nedovršen on je jedno od najživljih mjesta u gradu Zagrebu, prvenstveno zahvaljujući Trešnjevačkoj tržnici ( Trešnjevački plac), drugoj, a po nekim pokazateljima u prometu - čak prvoj tržnici grada Zagreba. 
Na sjevernoj strani trgom dominira nevelika montažna zgrada nekadašnje Name (danas su u njoj Konzum i Magma). To je bilo jedno od prvih samoposluživanja u Zagrebu, podignuto krajem 1950-ih. Tu je još uvijek i stara vrtna restauracija Dvije lipe, koja danas ima drugu funkciju. U sredini trga, postoji mala trokutasta zelena oaza. Na južnoj starni trga uz tramvajsku stanicu, podignuta je za Zagrebačku univerzijadu 1987. fontana - autora V.Tabaina, 1987. g.  i to je uglavnom sve važnije što se nalazi na trgu. 
Ovaj trg je svoje rudimentarne obrise počeo dobivati krajem 1930-ih, a od kraja 1950-ih nije bitnije promijenio izgled. Već je regulatornom osnovom razvoja grada Zagreba iz 1889. godine, zacrtane osnove današnje Trešnjevke. Već je tim planom prostor oko današnjeg trga - određen da bude trg i nazvan je Trg U (dok se u budućnosti ne pronađe odgovarajuće ime). 
Inače kad je regulatorna osnova donesena, na tom prostoru (Trešnjevka) još su postojala tri gradska sela; Govenka, Ilijašići i Bankovići. Sela su netragom nestala, jer se su vrlo brzo nicale brojne neplanski građene kuće, gradskog proleterijata i sirotinje. Do 1990. godine nosio je ime Trg Oktobarske revolucije.
Postoje planovi da se trg potpuno preuredi, da na platou današnje tržnice budu podzemne garaže s poslovno-zanatskim i turističkim centrom, da se na južnoj strani ukloni montažna zgrada Name (Konzuma), kao i to da se na istočnoj strani poruši benzinska stanica.